# Euxoa reticens
Euxoa reticens là một loài bướm đêm trong họ Noctuidae.